# Etansilato
Etansilato é um agente anti-hemorrágico que, acredita-se, funciona aumentando a resistência no endotélio dos capilares e promovendo a adesão plaquetária. Também inibe a biossíntese e a ação das prostaglandinas que causam desagregação plaquetária, vasodilatação e aumento da permeabilidade capilar.

## Indicações
Profilaxia e controle de hemorragias de pequenos vasos sanguíneos, hemorragia intraventricular neonatal, sangramento capilar de etiologia diferente, incluindo: menorragia e metrorragia sem patologia orgânica, após ressecção trans-uretral da próstata, hematêmese, melena, hematúria, epistaxe; sangramento secundário devido a trombocitopenia ou trombocitopatia, hipocoagulação, prevenção de hemorragias periventriculares em crianças prematuras.

## Mecanismo de ação
O etansilato é um agente hemostático; também promove ação angioprotetora e pró-agregadora. Estimula a trombopoiese e sua liberação da medula óssea. A ação hemostática é devida à ativação da formação de tromboplastina nos locais danificados dos pequenos vasos sanguíneos e à diminuição da síntese de PgI2 (Prostaciclina I2); também facilita a agregação e adesão plaquetária, que finalmente induzem a diminuição e a parada da hemorragia.
O mecanismo preciso de ação do etansilato é desconhecido. Foi demonstrado que reduz o tempo de sangramento e a perda de sangue por feridas. Isso parece estar relacionado ao aumento da agregação plaquetária mediada por um mecanismo dependente do tromboxano A2 ou da prostaglandina F2a. Também foi associado a concentrações reduzidas de 6-oxoprostaglandina F1a, um metabólito estável da prostaciclina. A prostaciclina é um vasodilatador potente e pode estar implicado na reperfusão; também é um desagregador de plaquetas. Enquanto as próprias prostaglandinas podem ter um papel na regulação do fluxo sanguíneo cerebral, o etansilato parece não ter efeito no fluxo sanguíneo cerebral. Pensa-se também que o etansilato estabiliza os capilares, reforçando as membranas capilares pela polimerização do ácido hialurônico. O etansilato limita o sangramento capilar por sua ação no ácido hialurônico e os estudos iniciais mostraram uma redução na hemorragia intraventricular. O etansilato também pode ter um efeito na microcirculação, incentivando a agregação plaquetária e vasoconstrição e, portanto, hemostase. Também inibe os efeitos da vasodilatação mediada pela prostaglandina e aumento da permeabilidade capilar, reduzindo assim o edema secundário ao vazamento capilar. Também é possível que o etansilato reduza a hemorragia de reperfusão em áreas isquêmicas do cérebro, prevenindo danos secundários. Ao inibir os efeitos das prostaglandinas, o etansilato pode exercer um efeito fechando o ducto patente e, desse modo, aumentando o fluxo sanguíneo cerebral.